# Südwestliche Prachtlibelle

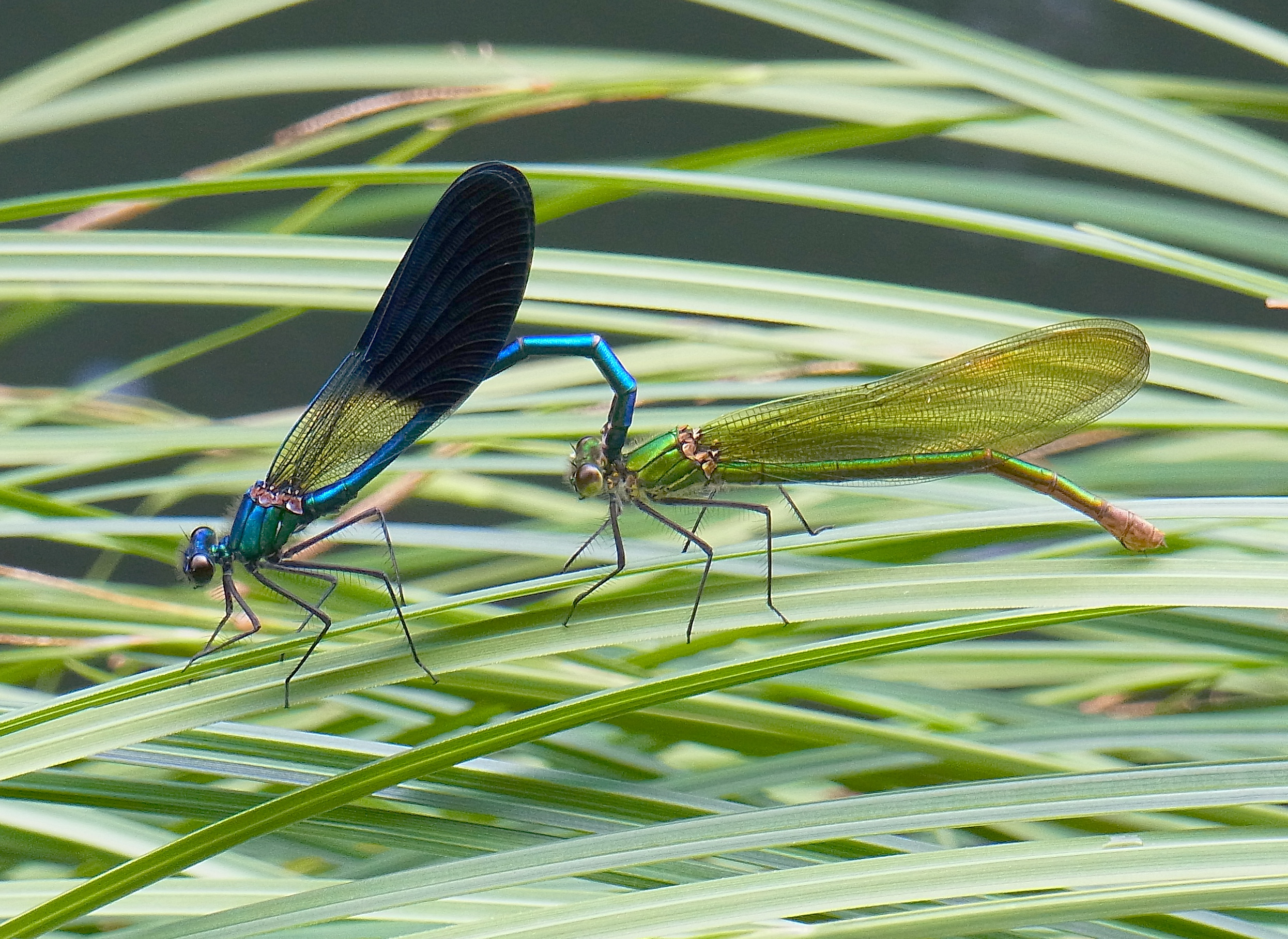

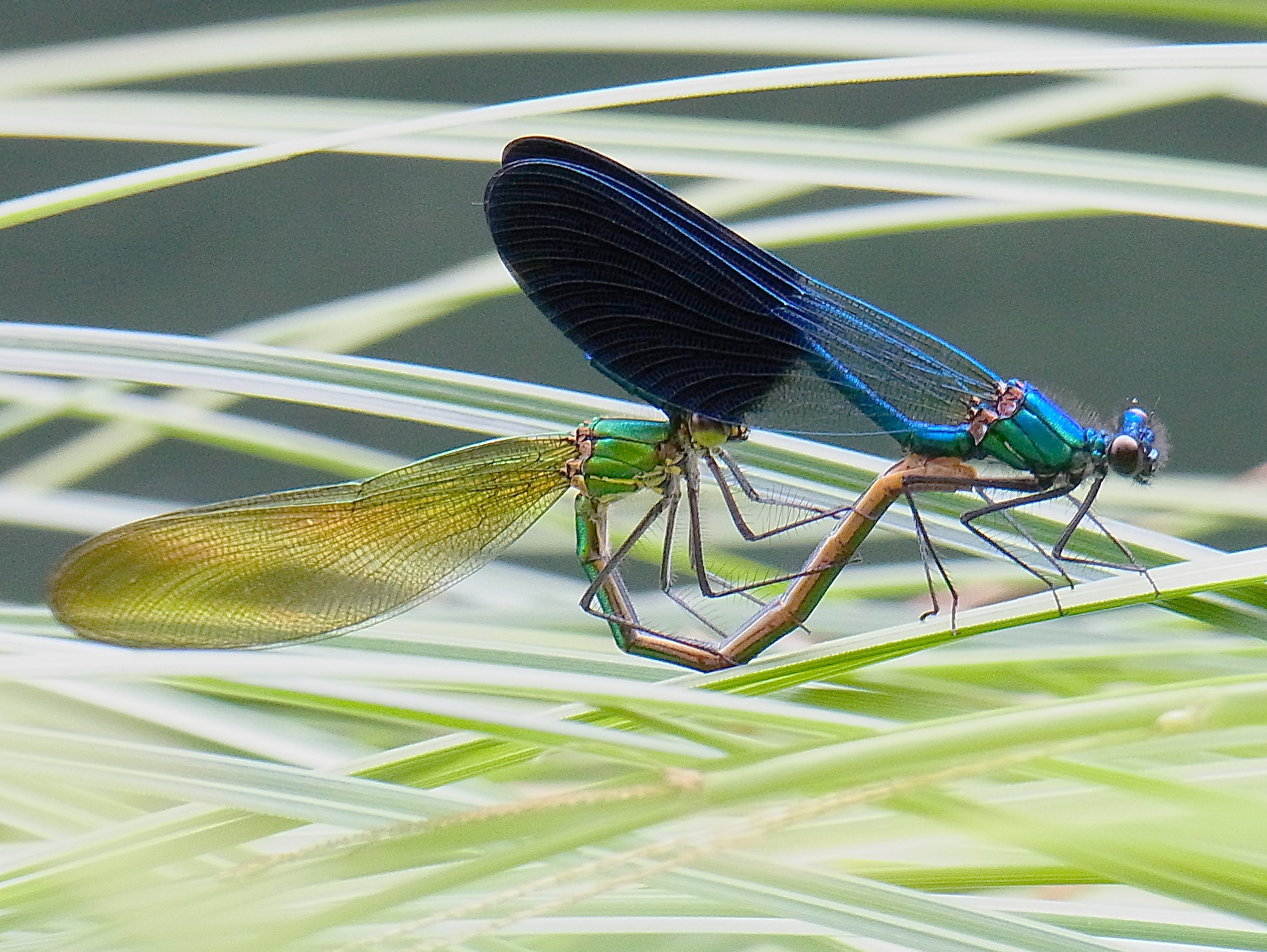

Die Südwestliche Prachtlibelle (Calopteryx xanthostoma) ist eine Libellenart aus der Familie der Prachtlibellen (Calopterygidae). Ihr Verbreitungsgebiet konzentriert sich auf das südwestliche Europa.

## Merkmale
Die Südwestliche Prachtlibelle ähnelt in ihrem Erscheinungsbild sehr stark der Gebänderten Prachtlibelle. Sie erreicht eine Flügelspannweite von 65 bis 75 Millimeter. Die Männchen haben einen dunklen, metallisch-blauen Körper.
Die Flügel besitzen ein deutliches, dunkel pigmentiertes Flügelband, das im Vergleich mit der Blauflügel-Prachtlibelle nur selten basalwärts bis zur Mitte zwischen Flügelbasis und Knoten reicht, im Gegensatz zur Gebänderten Prachtlibelle jedoch auch die Flügelspitzen ausfüllt. Die letzten Hinterleibssegmente des Männchens sind zudem gelblich, während diese bei der Gebänderten Prachtlibelle weißlich gefärbt sind. Die Weibchen der Gebänderten und der Südwestlichen Prachtlibelle sind morphologisch nicht zu unterscheiden.

## Verbreitung
Das Verbreitungsgebiet der Südwestlichen Prachtlibelle beschränkt sich auf das westliche Mittelmeergebiet und erstreckt sich in Europa von Portugal und fast ganz Spanien über Südfrankreich bis in das nordwestliche Italien. Außerdem ist sie auf Sizilien sowie eventuell in isolierten Arealen in Algerien und Tunesien anzutreffen. Die Tiere leben im Bereich von klaren Bächen und Flüssen.

## Lebensweise
Die Flugzeit der Südwestlichen Prachtlibelle liegt zwischen April und September, wobei ihr Verhalten weitgehend dem anderer Prachtlibellen wie der Gebänderten Prachtlibelle (C. splendens) oder der Blauflügel-Prachtlibelle (C. virgo) entspricht.

## Systematik
Der Artstatus der Südwestlichen Prachtlibelle ist teilweise noch nicht vollständig geklärt und begründet sich vor allem auf Unterschieden im Paarungsverhalten. Nach allgemeiner Ansicht stellt sie eine von etwa 20 heute bekannten Arten der Gattung Calopteryx dar. Neben dieser Art sind drei weitere Arten in Europa vertreten, wobei mit der Bronzenen Prachtlibelle (C. haemorrhoidalis) und der Südwestlichen Prachtlibelle zwei Arten nur in Südeuropa vorkommen. Alle anderen Arten verteilen sich über die Holarktis und sind entsprechend auch in Nordamerika und Asien zu finden.
Die Schwesterart der Südwestlichen Prachtlibelle stellt die Gebänderte Prachtlibelle dar, als deren Unterart sie teilweise betrachtet wird. Nach molekularbiologischen Untersuchungen ergibt sich für die europäischen Arten folgende Verwandtschaft:
|  | Gebänderte Prachtlibelle (C. splendens)     |
|  |                                             |
|  | Südwestliche Prachtlibelle (C. xanthostoma) |
|  |                                             |

|  | Bronzene Prachtlibelle (C. haemorrhoidalis) |
|  |                                             |
|  | Blauflügel-Prachtlibelle (C. virgo)         |
|  |                                             |

|  | Gebänderte Prachtlibelle (C. splendens)     |
|  |                                             |
|  | Südwestliche Prachtlibelle (C. xanthostoma) |
|  |                                             |

|  | Bronzene Prachtlibelle (C. haemorrhoidalis) |
|  |                                             |
|  | Blauflügel-Prachtlibelle (C. virgo)         |
|  |                                             |

|  | Gebänderte Prachtlibelle (C. splendens)     |
|  |                                             |
|  | Südwestliche Prachtlibelle (C. xanthostoma) |
|  |                                             |

|  | Bronzene Prachtlibelle (C. haemorrhoidalis) |
|  |                                             |
|  | Blauflügel-Prachtlibelle (C. virgo)         |
|  |                                             |

|  | Gebänderte Prachtlibelle (C. splendens)     |
|  |                                             |
|  | Südwestliche Prachtlibelle (C. xanthostoma) |
|  |                                             |

|  | Bronzene Prachtlibelle (C. haemorrhoidalis) |
|  |                                             |
|  | Blauflügel-Prachtlibelle (C. virgo)         |
|  |                                             |